# Митровци
Мѝтровци е село в Северозападна България. Намира се в община Чипровци, област Монтана. Разположено е по главния път София – Белоградчик – Видин, между селата Бели Мел и Горна Лука.

## География
Село Митровци е заобиколено предимно с територии, включени в екологичната мрежа „НАТУРА 2000“ и състоящи се от сравнително ниски планини – под 1000 м н.в. По склоновете наоколо преобладават широколистни гори (дъб, бук, габър), сред които се намират обширни ливади. Дърветата са покрити с лишеи, срещат се много видове гъби. Срещат се още карамфили, орхидеи, маргаритки, Петров кръст и много други растения, някои от които ендемити. Животинският свят също е в изобилие – присъстват еленов рогач, бръмбар-носорог, различни сечковци и други редки насекоми. Срещат се много представители на земноводни, влечуги, гризачи. От дивеча присъстват диви прасета, сърни, лисици, зайци, а през някои по-студени зими вълците са проблем за местните стопани.

## История
В северозападния край на селото до дефилето „Крачтина“ се издига хълмът „Градище“, където е бил разположен римски военен лагер. Не е проучван археологически. „Кречтина“ е стара славянска дума, която означава „място с варовик (креч)“. В говора сега не се използва, неясна е и затова се изговаря и като „Крачтина“ и „Крачетина“.
Селището е известно по турски документи (за първи път – 1666 г., в описа на Руси Стойков – "Народна библиотека „Васил Коларов“. Известия за 1959 г.". Т. I (VII), София, 1961, с. 324, Архив на берковския кадия) и бележки на европейски пътешественици като Митровъц и Митровица. В регистъра от 1666 година е записано като селище с 13 къщи данъчно повинни. През 1881 година е имало 113 къщи и 679 души население, изцяло славянско. Най-старата махала на селото се нарича Котроманци (или Гмитренци). Вероятно това са най-старите заселници. След Освобождението административно му е дадено името „Митровци“.
Митровци е първото село след границата между мизийските и преходните говори, която минава между него и съседното село Бели Мел и е установена още от Беньо Цонев. В говора старобългарската голяма носовка се изговаря като „у“: рука, муж, гуска, мука, пут (от съседното село Бели Мел започват говори с „ъ“ и там се изговаря: ръка, мъж, гъска, мъка и т.н. Има запазени винителни форми: Видо йедну жену, Срето йеднога човека, Реко на попатога и т.н. До началото на ХХ в. се е пазела съгласната „х“, но после е изчезнала навсякъде и днес се изговаря: Ристина, леб, беомо`бяхме` и т.н.
Църквата „Възнесение Христово“ е градена през 1871 година на мястото на по-стара. В миналото изкуствоведът Асен Василиев видял в черквата 23 икони, пренесени от по-стария храм, като едната икона била датирана от 1843 година. Черквата е строена от майстори от с. Славинье, Пиротско. В нея е била съхранявана изключително ценна златотъкана плащаница. Днес местонахождението на плащаницата е в Чипровския музей. Някои от старите икони са откраднати или посечени. В църквата се намират стари фрески. През 1995 г. е ремонтирана и обновена по инициативата на о.з. майор инж. Огнян Тасов, внук на осъдения от Народен съд Захари Стефанов, и осветена от Видинския Митрополит Дометиан. Днес църквата се нуждае от нова камбанария. В близост до селото, в югозападна посока, се намират руините на манастир. Манастирът е отбелязан с името „Св. Иван Рилски“ в „Оригинална карта на Дунавска България и Балканът“ на Феликс Каниц от 1880 г.
Селището е взело активно участие в борбата срещу турците. Към средата на 19 век (вероятно – във Видинското въстание) е участвала бойна дружина, водена от „капетана“ на селото – прадядото на известния български химик проф. Иван Младенов. Някои митровчани са загинали тогава.
Селището е стар център на кожарството, семеен занаят на много митровчани. През 18 век митровски кожи (сахтиян) са получили грамоти на изложение във Виена. Етнографът Димитър Маринов, посетил селището в края на 19 век, отбелязва, че в обработката на кожите са се използвали самоделни машини, измислени от местното население. Суровини (сурови кожи) са били изкупувани от всички краища на България. След продължителна и трудна обработка голяма част от продукцията е била изнасяна за европейските държави с влак или с параход по р. Дунав, през Оряхово или Лом. През първата половина на 20 век почти всеки от мъжете в селото е бил на гурбет в Латинска Америка или САЩ. Има сведения как гурбетчии са се връщали за да участват във войните. Тези предпоставки нареждат жителите на Митровци сред най-заможните в региона, за което говори и наличието на банков клон в селото. След 1944 г., с конфискацията на имуществото и унищожаването на частната собственост при национализацията, кожарството изчезва като семейно препитание. Създава се кожена фабрика. Десетки жители на селото емигрират в западна Европа или САЩ – в градовете Детройт, Чикаго, Денвър и др. Единствената в България кооперативна фабрика (за обработка на кожи) съществува в Митровци до 1990 г.
Традиционната къща е наричана със старата германска заемка „ижа“. Архитектурната традиция не е без значение. "За първи път още през двайсетте години на ХХ век, проф. арх. Тодор Златев употребява понятието „западен“ български стил, а след него, няколко други български учени, архитекти и изкуствоведи използват този термин. Проф. Златев е проучвал географията на различните форми на българската къща и различава една група, която той нарича „западна българска къща“. Неин най-характерен архитектурен елемент е полукръглата арка, която се среща из цяла дунавска Централна Европа до Далмация. (Златев 1948: 89 – 97) В горния контекст трябва да се спомене и изследването на Николай Тулешков, който въвежда по-тясното понятие славинска архитектурна школа (по името на царибродското село Слави́нье, откъдето преди всичко произхождат групите майстори и строители), оформена според него в Северозападна България окончателно към средата на XIX век. Той смята създаденото от нейните представители за едно от постиженията на българската културна архитектура през XIX век".

## Редовни събития
Иванов Ден се празнува всяка година в с. Митровци на 20 януари (стар стил), по-точно в най-близката събота до 20 януари. На този ден всички Ивановци излизат пред къщите и черпят, обикалят се всички къщи.
Съборът на селото е на черковния празник Възнесение Христово (Спасовден), през последната неделя на месец май.
Празнува се и Трифон Зарезан, който се посещава от много хора от цялата страна. Празникът обаче не е типичен за района и е въведен чак след 1944 г. Събират се всички хора и гости на селото, и отиват в лозята. Палят се огньове и започва същинската веселба. Всяка година има духова музика през деня, а вечерта в салона – оркестър.
Има и увеселителна програма от най-изявените хора на селото. Те се грижат за доброто настроение на всички. Всяка година се присъждат грамоти и най-важното, без което един Трифон Зарезан не може да мине, е „жълтата фланелка“. Тя се дава на най-пияния човек на лозята. Също така се избира и „Цар на лозята“. Тази чест се присъжда на човека с най-доброто вино. Изнася се след това на площада от неговото вино.
Митровчани са известни в района като особено предприемчиви хора с живо чувство за хумор. Високият им жизнен стандарт е позволявал голямо разнообразие от събития до 1944 г. Особено тачен общоселски празник е бил денят на Свети Илия (2 август), когато всички са се събирали при оброчния кръст в местността Дрен, за да получат „молитва“ – чорба от жертвено животно, което е черен овен. Сега големият оброчен кръст е разрушен от иманяри. Организирали са се конкурси за мис и мистър Митровци, както и 2 – 3 дневни пикници край кладенчето в местността „Голема орница“.

## Родени в Митровци
- Проф. д.ф.н. Галя Христозова (р. 26 септември 1959), – ректор на БСУ
- Проф. д.ф.н. Тодор Живков (15 юли 1938 – 31 декември 2001), български фолклорист и етнолог
- Проф. Коста Гоцов, български генетик и селекционер на пшеница
- Маруся Любчева, бивш евродепутат
- Проф.Александър Петков (1912 – 1986), български хидролог
- Проф. Иван Младенов (химик), (1927 – 1997), специалист по органична химия, ректор на ХТИ Бургас
- Павел Марков Петков, род. 1903, политически емигрант в СССР, живял на станция Невинномысской, арестуван на 5 април 1938 г., осъден на 5 години лагери
- Страхил Планинец (Страхил Марков), български поет и дисидент, бивш политически затворник
- Захари Стефанов, известен кожар, търгувал със Западна Европа и Латинска Америка
- Цеко Митов, предприемач, живял в Аржентина, завърнал се като доброволец в Балканската война
- Иван Георгиев (Гьозин) (1880 – 1949), индустриалец от град Детройт, САЩ